# Bilbil złotolicy
Bilbil złotolicy (Pycnonotus finlaysoni) – gatunek małego ptaka z rodziny bilbili (Pycnonotidae). Zamieszkuje południowo-wschodnią Azję – Mjanmę, Laos, Malezję, Kambodżę, Tajlandię, Wietnam i południowe Chiny.

## Podgatunki i zasięg występowania
Wyróżnia się dwa podgatunki P. finlaysoni:
- P. finlaysoni eous – południowe Chiny (południowa część prowincji Junnan[6]), południowo-wschodnia Mjanma[4], Tajlandia i południowe Indochiny;
- P. finlaysoni finlaysoni – Półwysep Malajski.

Za podgatunek biblila złotolicego był uznawany także bilbil birmański (P. davisoni) z zachodniej i południowo-środkowej Mjanmy, jednak na podstawie publikacji del Hoyo & Collar (2016) i Limparungpatthanakij (2022) został on wyodrębniony jako osobny gatunek.

## Morfologia
Długość ciała 19–20 cm; masa ciała 24,3–32,3 g. Obie płcie są do siebie podobne.

## Biotop
Gatunek ten występuje w wilgotnych nizinnych i podgórskich lasach subtropikalnych i tropikalnych.

## Status zagrożenia
Międzynarodowa Unia Ochrony Przyrody (IUCN) uznaje bilbila złotolicego za gatunek najmniejszej troski (LC – least concern). Liczebność populacji nie została oszacowana, aczkolwiek ptak ten opisywany jest jako lokalnie pospolity, choć w Chinach rzadki. Ze względu na brak istotnych zagrożeń i dowodów na spadki liczebności organizacja BirdLife International ocenia trend liczebności populacji jako prawdopodobnie stabilny.